# هند الفاهم
هِنْد الفَاهِم هي ممثلة تونسية.

## أعمالها
- الحرير الأحمر (2002)، في دور سلمى
- آخر ديسمبر (2010)، في دور عائشة

## روابط خارجية
- هند الفاهم على موقع IMDb (الإنجليزية)
- هند الفاهم على موقع قاعدة بيانات الأفلام العربية
- هند الفاهم على موقع ألو سيني (الفرنسية)
- هند الفاهم على موقع أول موفي (الإنجليزية)
- هند الفاهم على موقع قاعدة بيانات الفيلم (الإنجليزية)
- هند الفاهم على موقع كينوبويسك (الروسية)